# Liste der Staaten Asiens
Die Liste der Staaten Asiens führt die Staaten und anderen Gebiete auf, die sich auf dem Kontinent Asien befinden.
Bei dreien dieser Staaten, nämlich bei Russland, Kasachstan, und der Türkei, liegt ein Teil ihres Territoriums in Europa. Von Ägypten liegt nur die Sinai-Halbinsel in Asien, der Hauptteil des Staatsgebiets liegt in Afrika. Indonesien hat mit Westneuguinea einen Landesteil auf dem Kontinent Australien.
Die Länder Transkaukasiens (Aserbaidschan, Armenien, Georgien) liegen in Asien (Vorderasien). Je nach gewählter Definition der geografischen Grenze zwischen Europa und Asien können diese Staaten auch Teile ihrer Territorien in Europa haben (nahe Aserbaidschan und Georgien nördlich des Großen Kaukasus).
Die Option, die Kontinentalgrenze entlang der Wasserscheide des Großen Kaukasus zu ziehen, wird hauptsächlich in den englisch- und französischsprachigen Ländern übernommen.

## Souveräne Staaten
Folgende 49 Staaten sind Mitglied der Vereinten Nationen:
| Deutscher Name                                                               | Deutscher Name                                  | Hauptstadt          | Einwohner 2017                                   | Fläche in km²                         | Einw. pro km²                           | Flagge                             | ISO-3166-1-Code | ISO-3166-1-Code | Englischer Name                                      | Lokaler Name                                  |
| Kurzform                                                                     | Langform                                        | Hauptstadt          | Einwohner 2017                                   | Fläche in km²                         | Einw. pro km²                           | Flagge                             | alpha-3         | alpha-2         | Englischer Name                                      | Lokaler Name                                  |
| ---------------------------------------------------------------------------- | ----------------------------------------------- | ------------------- | ------------------------------------------------ | ------------------------------------- | --------------------------------------- | ---------------------------------- | --------------- | --------------- | ---------------------------------------------------- | --------------------------------------------- |
| Afghanistan                                                                  | Islamische Republik Afghanistan                 | Kabul               | 35.530.081                                       | 652.230                               | 54,4                                    | Afghanistan                        | AFG             | AF              | Afghanistan                                          | Afghānestān                                   |
| Ägypten                                                                      | Arabische Republik Ägypten                      | Kairo               | 97.553.151                                       | 1.001.450                             | 98,0                                    | Agypten                            | EGY             | EG              | Egypt                                                | Misr                                          |
| Armenien                                                                     | Republik Armenien                               | Jerewan             | 2.930.450                                        | 29.743                                | 102,9                                   | Armenien                           | ARM             | AM              | Armenia                                              | Hajastan                                      |
| Aserbaidschan                                                                | Republik Aserbaidschan                          | Baku                | 9.827.589                                        | 86.600                                | 118,9                                   | Aserbaidschan                      | AZE             | AZ              | Azerbaijan                                           | Azǝrbaycan                                    |
| Bahrain                                                                      | Königreich Bahrain                              | Manama              | 1.492.584                                        | 760                                   | 1.963,9                                 | Bahrain                            | BHR             | BH              | Bahrain                                              | al-Bahrayn                                    |
| Bangladesch                                                                  | Volksrepublik Bangladesch                       | Dhaka               | 164.669.751                                      | 143.998                               | 1.265,0                                 | Bangladesch                        | BGD             | BD              | Bangladesh                                           | Bāṃlādeś                                      |
| Bhutan                                                                       | Königreich Bhutan                               | Thimphu             | 807.610                                          | 38.394                                | 22,5                                    | Bhutan                             | BTN             | BT              | Bhutan                                               | Bhutan                                        |
| Brunei                                                                       | Brunei Darussalam                               | Bandar Seri Begawan | 428.697                                          | 5.765                                 | 81,3                                    | Brunei                             | BRN             | BN              | Brunei Darussalam                                    | Negara Brunei Darussalam                      |
| Volksrepublik China mit Macau (MO) und Hongkong (HK)                         | Volksrepublik China                             | Peking              | 1.381.517.397 (ges.) 622.567 (MO) 7.100.000 (HK) | 9.596.961 (ges.) 28,2 (MO) 1.104 (HK) | 148,3 (ges.) 20.821,6 (MO) 6.422,1 (HK) | China Volksrepublik Macau Hongkong | CHN             | CN              | China                                                | Zhonghua Renmin Gongheguo                     |
| Georgien mit Abchasien und Südossetien                                       | Georgien                                        | Tiflis              | 3.912.061                                        | 69.700                                | 56,3                                    | Georgien                           | GEO             | GE              | Georgia                                              | Sak'art'velo                                  |
| Indien mit Kaschmir                                                          | Republik Indien                                 | Neu-Delhi           | 1.339.180.127                                    | 3.287.263                             | 450,4                                   | Indien                             | IND             | IN              | India                                                | India (Englisch), Bharat (Hindi)              |
| Indonesien                                                                   | Republik Indonesien                             | Jakarta             | 263.991.379                                      | 1.904.569                             | 145,7                                   | Indonesien                         | IDN             | ID              | Indonesia                                            | Indonesia                                     |
| Irak                                                                         | Republik Irak                                   | Bagdad              | 38.274.618                                       | 438.317                               | 88,1                                    | Irak                               | IRQ             | IQ              | Iraq                                                 | al-ʿIrāq                                      |
| Iran                                                                         | Islamische Republik Iran                        | Teheran             | 81.162.788                                       | 1.648.195                             | 49,8                                    | Iran                               | IRN             | IR              | Iran                                                 | Īrān                                          |
| Israel mit Golanhöhen und Ostjerusalem, ohne Gazastreifen und Westjordanland | Staat Israel                                    | Jerusalem           | 8.321.570                                        | 22.380                                | 384,5                                   | Israel                             | ISR             | IL              | Israel                                               | Yisra'el                                      |
| Japan                                                                        | Japan                                           | Tokio               | 127.484.450                                      | 377.915                               | 349,7                                   | Japan                              | JPN             | JP              | Japan                                                | Nihon oder Nippon                             |
| Jemen                                                                        | Republik Jemen                                  | Sanaa               | 28.250.420                                       | 527.968                               | 53,5                                    | Jemen                              | YEM             | YE              | Yemen                                                | al-Yaman                                      |
| Jordanien                                                                    | Haschemitisches Königreich Jordanien            | Amman               | 9.702.353                                        | 89.342                                | 109,3                                   | Jordanien                          | JOR             | JO              | Jordan                                               | al-Urdunn                                     |
| Kambodscha                                                                   | Königreich Kambodscha                           | Phnom Penh          | 16.005.373                                       | 181.035                               | 90,7                                    | Kambodscha                         | KHM             | KH              | Cambodia                                             | Kampuchea                                     |
| Kasachstan                                                                   | Republik Kasachstan                             | Astana              | 18.204.499                                       | 2.724.900                             | 6,7                                     | Kasachstan                         | KAZ             | KZ              | Kazakhstan                                           | Qazaqstan (Kasachisch), Kasachstan (Russisch) |
| Katar                                                                        | Staat Katar                                     | Doha                | 2.639.211                                        | 11.586                                | 227,3                                   | Katar                              | QAT             | QA              | Qatar                                                | Dawlat Qatar                                  |
| Kirgisistan                                                                  | Kirgisische Republik                            | Bischkek            | 6.045.117                                        | 199.951                               | 31,5                                    | Kirgisistan                        | KGZ             | KG              | Kyrgyzstan                                           | Kyrgyzstan (Kirgisisch), Kirgisija (Russisch) |
| Nordkorea                                                                    | Demokratische Volksrepublik Korea               | Pjöngjang           | 25.490.965                                       | 120.538                               | 211,7                                   | Korea Nord                         | PRK             | KP              | Korea, Democratic People’s Republic of (North Korea) | Choson                                        |
| Südkorea                                                                     | Republik Korea                                  | Seoul               | 50.982.212                                       | 99.720                                | 524,3                                   | Korea Sud                          | KOR             | KR              | Korea, Republic of (South Korea)                     | Han-guk                                       |
| Kuwait                                                                       | Staat Kuwait                                    | Kuwait              | 4.136.528                                        | 17.818                                | 232,1                                   | Kuwait                             | KWT             | KW              | Kuwait                                               | al-Kuwayt                                     |
| Laos                                                                         | Demokratische Volksrepublik Laos                | Vientiane           | 6.858.160                                        | 236.800                               | 29,7                                    | Laos                               | LAO             | LA              | Lao, People’s Democratic Republic of                 | Lao                                           |
| Libanon                                                                      | Libanesische Republik                           | Beirut              | 6.082.357                                        | 10.400                                | 594,6                                   | Libanon                            | LBN             | LB              | Lebanon                                              | Lubnān                                        |
| Malaysia                                                                     | Malaysia                                        | Kuala Lumpur        | 31.624.264                                       | 329.847                               | 96,3                                    | Malaysia                           | MYS             | MY              | Malaysia                                             | Malaysia                                      |
| Malediven                                                                    | Republik Malediven                              | Malé                | 436.330                                          | 298                                   | 1.454,4                                 | Malediven                          | MDV             | MV              | Maldives                                             | Dhivehi Raajje                                |
| Mongolei                                                                     | Mongolischer Staat                              | Ulaanbaatar         | 3.075.647                                        | 1.564.116                             | 2,0                                     | Mongolei                           | MNG             | MN              | Mongolia                                             | Mongol Uls                                    |
| Myanmar                                                                      | Republik der Union Myanmar                      | Naypyidaw           | 53.370.609                                       | 676.578                               | 81,7                                    | Myanmar                            | MMR             | MM              | Myanmar oder Burma                                   | Myanma Naingngandaw                           |
| Nepal                                                                        | Demokratische Bundesrepublik Nepal              | Kathmandu           | 29.304.998                                       | 147.181                               | 204,4                                   | Nepal                              | NPL             | NP              | Nepal                                                | Nepal                                         |
| Oman                                                                         | Sultanat Oman                                   | Maskat              | 4.636.262                                        | 309.500                               | 15,0                                    | Oman                               | OMN             | OM              | Oman                                                 | ʿUmān                                         |
| Pakistan ohne Kaschmir                                                       | Islamische Republik Pakistan                    | Islamabad           | 197.015.955                                      | 796.095                               | 255,6                                   | Pakistan                           | PAK             | PK              | Pakistan                                             | Pākistān                                      |
| Philippinen                                                                  | Republik der Philippinen                        | Manila              | 104.918.090                                      | 299.000                               | 351,9                                   | Philippinen                        | PHL             | PH              | Philippines                                          | Pilipinas                                     |
| Russland ohne die annektierten ukrainischen Gebiete                          | Russische Föderation                            | Moskau              | 143.989.754                                      | 17.098.242                            | 8,0                                     | Russland                           | RUS             | RU              | Russia oder Russian Federation                       | Rossija oder Rossijskaja Federacija           |
| Saudi-Arabien                                                                | Königreich Saudi-Arabien                        | Riad                | 32.938.213                                       | 2.149.690                             | 15,3                                    | Saudi-Arabien                      | SAU             | SA              | Saudi Arabia                                         | al-ʿArabīya as-Saʿudīya                       |
| Singapur                                                                     | Republik Singapur                               | Stadtstaat          | 5.708.844                                        | 697                                   | 8.155,5                                 | Singapur                           | SGP             | SG              | Singapore                                            | Singapore                                     |
| Sri Lanka                                                                    | Demokratische Sozialistische Republik Sri Lanka | Colombo             | 20.876.917                                       | 65.610                                | 322,9                                   | Sri Lanka                          | LKA             | LK              | Sri Lanka                                            | Sri Lanka                                     |
| Syrien mit Golanhöhen                                                        | Arabische Republik Syrien                       | Damaskus            | 18.269.868                                       | 185.180                               | 99,5                                    | Syrien                             | SYR             | SY              | Syria                                                | Sūriyā                                        |
| Tadschikistan                                                                | Republik Tadschikistan                          | Duschanbe           | 8.921.343                                        | 143.100                               | 63,7                                    | Tadschikistan                      | TJK             | TJ              | Tajikistan                                           | Todschikiston                                 |
| Thailand                                                                     | Königreich Thailand                             | Bangkok             | 69.037.513                                       | 513.120                               | 135,1                                   | Thailand                           | THA             | TH              | Thailand                                             | Prathet Thai                                  |
| Timor-Leste/Osttimor                                                         | Demokratische Republik Timor-Leste              | Dili                | 1.296.311                                        | 14.874                                | 87,2                                    | Osttimor                           | TLS             | TL (TP)         | East Timor oder Timor-Leste                          | Timor-Leste                                   |
| Türkei                                                                       | Republik Türkei                                 | Ankara              | 80.745.020                                       | 783.562                               | 104,9                                   | Turkei                             | TUR             | TR              | Turkey                                               | Türkiye                                       |
| Turkmenistan                                                                 | Turkmenistan                                    | Aschgabad           | 5.758.075                                        | 488.100                               | 12,7                                    | Turkmenistan                       | TKM             | TM              | Turkmenistan                                         | Türkmenistan                                  |
| Usbekistan                                                                   | Republik Usbekistan                             | Taschkent           | 31.910.641                                       | 447.400                               | 75,0                                    | Usbekistan                         | UZB             | UZ              | Uzbekistan                                           | Oʻzbekiston                                   |
| Vereinigte Arabische Emirate                                                 | Vereinigte Arabische Emirate                    | Abu Dhabi           | 9.400.145                                        | 83.600                                | 112,4                                   | Vereinigte Arabische Emirate       | ARE             | AE              | United Arab Emirates                                 | al-Imārāt al-ʿArabīya al-Muttahida            |
| Vietnam                                                                      | Sozialistische Republik Vietnam                 | Hanoi               | 95.540.800                                       | 331.210                               | 308,1                                   | Vietnam                            | VNM             | VN              | Vietnam                                              | Việt Nam                                      |
| Zypern mit Nordzypern                                                        | Republik Zypern                                 | Nikosia             | 1.179.551                                        | 9.251                                 | 127,7                                   | Zypern Republik                    | CYP             | CY              | Cyprus                                               | Kýpros (Griechisch), Kıbrıs (Türkisch)        |

## Nicht allgemein anerkannte Staaten
siehe auch Liste der Gebiete mit begrenzter Anerkennung als Staat
| Deutscher Name          | Deutscher Name                       | Hauptstadt          | Einwohner 2017 | Fläche in km² | Einw. pro km² | Flagge                     | ISO-3166-1-Code | ISO-3166-1-Code | Englischer Name                                 | Lokaler Name                                    |
| Kurzform                | Langform                             | Hauptstadt          | Einwohner 2017 | Fläche in km² | Einw. pro km² | Flagge                     | alpha-3         | alpha-2         | Englischer Name                                 | Lokaler Name                                    |
| ----------------------- | ------------------------------------ | ------------------- | -------------- | ------------- | ------------- | -------------------------- | --------------- | --------------- | ----------------------------------------------- | ----------------------------------------------- |
| Abchasien               | Republik Abchasien                   | Sochumi             | 240.705        | 8.600         | 28,0          | Abchasien                  | —               | —               | Republic of Abkhazia                            | Apsny Ahwyntqarra                               |
| Republik China (Taiwan) | Republik China                       | Taipeh              | 23.626.456     | 35.980        | 656,7         | Taiwan                     | TWN             | TW              | Republic of China (Taiwan)                      | Zhonghua Minguo                                 |
| Nordzypern              | Türkische Republik Nordzypern        | Nord-Nikosia        | 294.406        | 3.355         | 87,8          | Nordzypern                 | —               | —               | Turkish Republic of Northern Cyprus             | Kuzey Kıbrıs Türk Cumhuriyeti                   |
| Palästina               | Staat Palästina                      | Ramallah (de facto) | 4.976.684      | 6.020         | 779,9         | Palastina Autonomiegebiete | PSE             | PS              | State of Palestine                              | Daulat Filastīn                                 |
| Südossetien             | Republik Südossetien – Staat Alanien | Zchinwali           | 53.532         | 3.885         | 13,8          | Sudossetien                | —               | —               | Republic of South Ossetia – the State of Alania | Rêšpublika Xuššâr Irešton – Pâddzâxâd Âllonšton |

## Abhängige Gebiete
| Deutscher Name                            | Hauptstadt | Mutterland             | Einwohner 2017 | Fläche in km² | Einw. pro km² | Flagge                                    | ISO-3166-1-Code | ISO-3166-1-Code | Englischer Name                | Lokaler Name                   |
| Deutscher Name                            | Hauptstadt | Mutterland             | Einwohner 2017 | Fläche in km² | Einw. pro km² | Flagge                                    | alpha-3         | alpha-2         | Englischer Name                | Lokaler Name                   |
| ----------------------------------------- | ---------- | ---------------------- | -------------- | ------------- | ------------- | ----------------------------------------- | --------------- | --------------- | ------------------------------ | ------------------------------ |
| Akrotiri und Dekelia                      | –          | Vereinigtes Königreich | 14.500         | 254           | 57,0          | Vereinigtes Konigreich                    | —               | —               | Akrotiri and Dhekelia          | Akrotiri and Dhekelia          |
| Britisches Territorium im Indischen Ozean | –          | Vereinigtes Königreich | 3.500          | 63            | 55,6          | Britisches Territorium im Indischen Ozean | IOT             | IO              | British Indian Ocean Territory | British Indian Ocean Territory |